# Transição glotal soprosa
| Transição glotal soprosa | Transição glotal soprosa |
| ------------------------ | ------------------------ |
| AFI – número             | 147                      |
| AFI – Unicode            | ɦ                        |
| AFI – imagem             |                          |
| Entidade HTML            | &#614;                   |
| X-SAMPA                  | h\                       |
| Kirshenbaum              | h<?>                     |
| Som Exemplo              |                          |

A transição glotal soprosa, comumente chamada de fricativa glotal sonora, é um tipo de fone consonantal empregado em alguns idiomas que frequentemente procede como uma consoante, mas que às vezes procede como uma vogal ou indeterminada. Seu símbolo no Alfabeto Fonético Internacional é o ɦ, e seu equivalente X-SAMPA é h\.
Embora [ɦ] seja descrita como uma equivalente em voz soprosa da vogal seguinte por não ter ponto nem modo de articulação em muitas línguas, poder haver uma constrição glotal em algumas línguas (como o finlandês), fazendo com que nestes casos seja uma fricativa. É comum em português, representando o "r" intervocálico de palavras como "corda" em regiões como Norte e Nordeste brasileiros.

## Características
- Em algumas línguas, possui um modo de articulação contraído como de uma consoante fricativa. Porém em muitas, talvez na maioria, possui uma transição de estado da glote. Pelo fato de que nas línguas que são familiares com este som não há nenhuma outra constrição para produzir fricção no aparelho vocal, muitos foneticistas não consideram mais o [ɦ] como uma fricativa, mas o termo "fricativa" é geralmente mantido por motivos históricos.
- Pode ter o ponto de articulação glotal. Porém, como pode não acontecer nenhuma fricção, o termo "glotal" pode se referir apenas a sua natureza, e não expõe a localização de sua constrição nem de sua turbulência. Todas as consoantes com exceção das glotais, e todas as vogais, possui um ponto de articulação individual em adição ao estado da glote. Como acontece com todas as outras consoantes, as vogais que os cercam influenciam em suas pronúncias, por isso o [ɦ] às vezes é considerado como vogais com voz soprosa, possuindo o mesmo ponto de articulação das vogais ao lado.
- A fonação é soprosa, ou murmurada, que significa que as cordas vocais vibram calmamente, soltando mais ar do que nos sons modais.
- É uma consoante oral, sonante, que significa que permite que o ar escape pela boca.
- Por causa de que é pronunciado na garganta, sem nenhum outro contato na boca, esta consoante não é nem central e nem lateral.
- O mecanismo de ar é egressivo, que significa que é articulado empurrando o ar para fora dos pulmões através do aparelho vocal.

## Ocorrências
| Língua    | Língua    | Palavra | AFI        | Significado  | Notas            |
| --------- | --------- | ------- | ---------- | ------------ | ---------------- |
| Calabari  | Calabari  | hóín    | [ɦóĩ́]      | 'introdução' |                  |
| Eslovaco  | Eslovaco  | hora    | [ˈɦɔra]    | 'montanha'   |                  |
| Finlandês | Finlandês | raha    | [rɑɦɑ]     | 'dinheiro'   |                  |
| Hebraico  | Hebraico  | מהר     | [maɦeʁ]    | 'pressa'     |                  |
| Holandês  | Holandês  | haat    | [ɦaːt]     | 'ódio'       |                  |
| Inglês    | RP        | behind  | [bɪˈɦaɪnd] | 'atrás'      | Alguns falantes. |
| Silesiano | Silesiano | hangrys | [ɦaŋɡrɨs]  | 'groselha'   |                  |
| Tcheco    | Tcheco    | hora    | [ˈɦora]    | 'montanha'   |                  |
| Ucraniano | Ucraniano | гора    | [ɦɔˈra]    | 'montanha'   |                  |
| Wu        | Xangai    | 鞋      | [ɦa]       | 'sapato'     |                  |
| Zulu      | Zulu      | ihhashi | [iːˈɦaːʃi] | 'cavalo'     |                  |